# Jorge Habegger
Jorge Carlos Habegger (Buenos Aires, 19 ottobre 1946) è un allenatore di calcio argentino.

## Carriera

### Allenatore
Iniziò come allenatore in Colombia nell'Atlético Junior di Barranquilla, con il quale vinse il titolo nazionale al primo anno di attività come tecnico; nel 1986, dopo esperienze nel calcio regionale e minore argentino, fu assunto dal Bolívar di La Paz, vincendo tre campionati consecutivi (1987, 1988, 1989) e partecipando ogni anno alla Copa Libertadores. Nel 1989 fu chiamato a dirigere la Nazionale di calcio boliviana, prendendo parte alla Copa América 1989 e alle qualificazioni per Italia 1990.
Una volta terminata la prima esperienza da commissario tecnico della verde, nel 1990 tornò al Bolívar, classificandosi al secondo posto in campionato e ottenendo ancora una volta la qualificazione alla Libertadores. Nel 1991 si trasferì in Ecuador, legandosi al Barcelona Sporting Club, vincendo il campionato al suo primo anno e classificandosi al secondo posto l'anno seguente e portando la squadra alla semifinale della Coppa Libertadores 1992. I successi ottenuti con le varie compagini estere gli fecero guadagnare la chiamata del Boca Juniors in patria nel 1993: oltre alla vittoria della Copa Oro, però, non ottenne titoli di rilievo e nel 1994 tornò in Ecuador, salvo far ritorno nel '95 in Argentina, stavolta con l'Huracán. Nel 2001 tornò in carica come CT della Bolivia, fallendo la qualificazione al campionato del mondo 2002: all'esperienza sulla panchina della Nazionale seguì un breve periodo in Arabia Saudita, durante il quale portò l'Al-Nasr al terzo posto in campionato: tornò poi nel paese asiatico, sempre alla guida dell'Al-Nasr nel 2006-2007. Nel 2009 ha vinto il titolo in Guatemala con il CSD Municipal, guadagnandosi la qualificazione alla CONCACAF Champions' Cup.

## Palmarès

### Allenatore

#### Competizioni nazionali
- Campionato colombiano: 1

Atlético Junior: 1976-1977
- Campionato boliviano: 5

Bolívar: 1987, 1988, 1996, 1997
Jorge Wilstermann: 2000
- Campionato ecuadoriano: 1

Barcelona: 1991
- Campionato guatemalteco: 1

Municipal: Apertura 2009

#### Competizioni internazionali
- Copa Oro: 1

Boca Juniors: 1993